# Obszar ochrony ścisłej

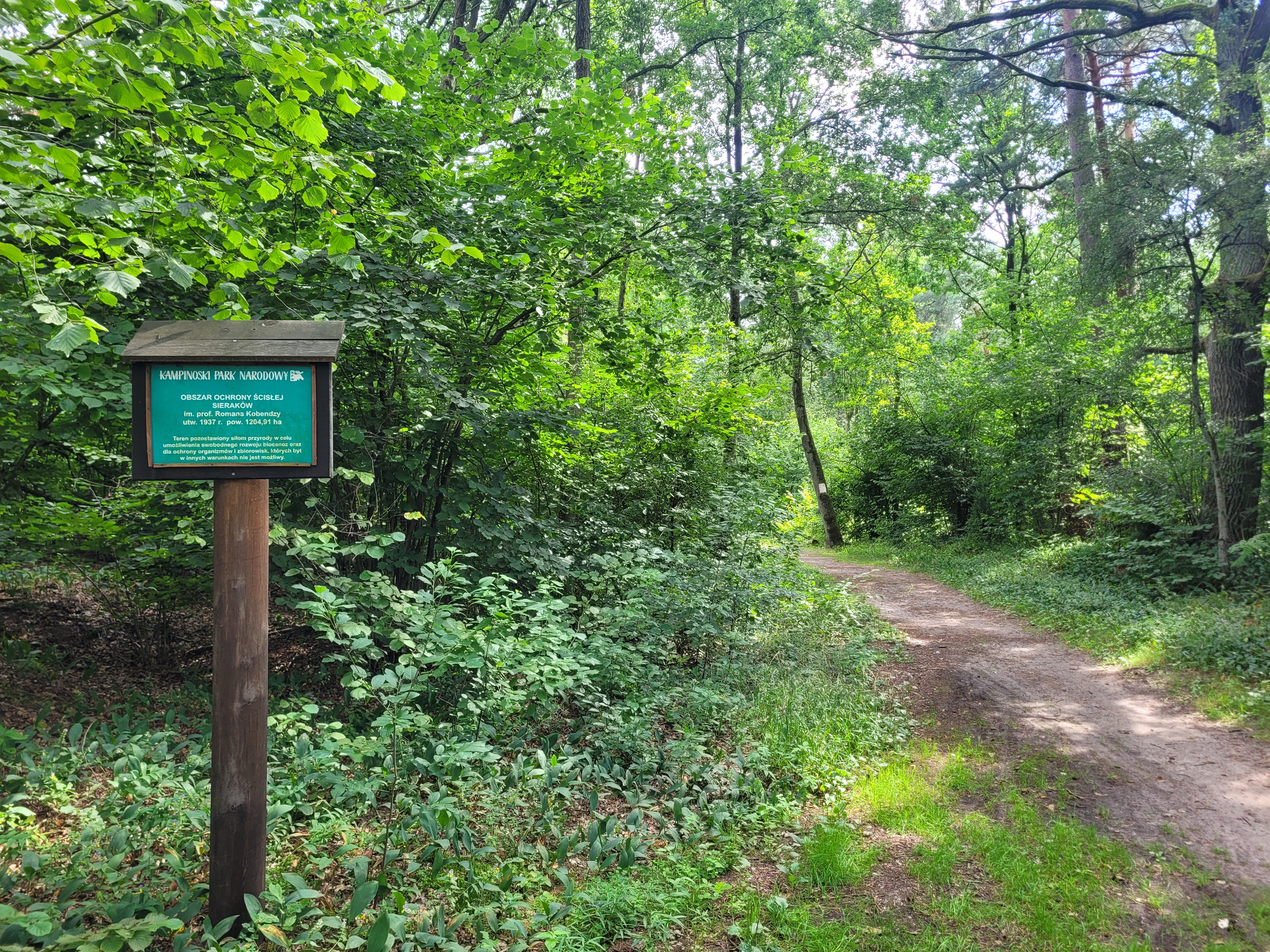
Obszar ochrony ścisłej Sieraków

Obszar ochrony ścisłej – obszar chroniony na terenie parku narodowego lub rezerwatu przyrody. Obowiązuje w nim całkowite i trwałe zaniechanie bezpośredniej ingerencji człowieka w stan ekosystemów, tworów i składników przyrody oraz w przebieg procesów przyrodniczych.
Obszary ochrony ścisłej określano dawniej nazwą rezerwat ścisły (np. utworzony w 1948 rezerwat przyrody Tomanowa-Smreczyny w Tatrach to obecnie obszar ochrony ścisłej „Pyszna, Tomanowa, Pisana”).